# Варотари, Кьяра
Кьяра Варотари (итал. Chiara Varotari; 1584, Падуя — после 1663, Венеция) — итальянская художница-портретистка эпохи барокко. Писательница, общественная деятельница.

## Биография
Дочь художника, скульптора и архитектора Дарио Варотари-старшего. Кьяра помогала отцу в его мастерской, там же получила первые уроки живописи. Младший брат Кьяры — Алессандро Варотари (1588—1649), тоже художник, более известный как Падованино («Падуанец»).
Кьяра сопровождала знаменитого брата-художника в его путешествиях и охотно работала в его мастерской.
Известна женскими портретами в стиле барокко.
Специализировалась на создании парадных портретов женщин из благородных семей, тщательно воспроизводя особенности сложных платьев той поры, причесок и ювелирных драгоценностей.
За мастерство художницу уважали уже при жизни, правда, отмечая, что в портретах она уделяет большое внимание деталям одежды и ювелирным изделиям, но делая при этом небольшой акцент на психологии портретируемого.
Варотари была удостоена чести написать автопортрет для коллекции галереи Уффици в палаццо Питти великих герцогов Тосканских. Второй её автопортрет вместе с другими картинами экспонируется в Музее средневекового и современного искусства в Падуе.
В 1614 году, после смерти отца, она вместе с братом переехала в Венецию. В 1625 году основала в Венеции школу искусств, которая вскоре стал городским центром культуры и творчества. Известно, что там учились такие художницы, как Катерина Таработти и Люсия Скалигери, со школой сотрудничали художники Джироламо Форабоско, Пьетро делла Веккиа и Джулио Карпиони.
Как писательница, она написала трактат «Апология женского пола» (Apologia del sesso femminile), который был посвящён защите прав женщин.
Как общественный деятель, Кьяра была награждена за свою работу в качестве медсестры.
Кьяра Варотари умерла в Венеции. Точная дата смерти художницы неизвестна, но в книге итальянского учёного Франческо Сансовино «Венеция — город благородный», написанной в 1663 году, художница указана в качестве ещё живущей.

## Избранные работы
- Автопортрет (Музей средневекового и современного искусства, Падуя)
- Витальяно Буццакарини (1620, частное собрание)
- Неизвестная дама семейства Буццакарини (1621, частное собрание)
- Портрет неизвестной дамы (дочь учёного Каподилиса) (Музей средневекового и современного искусства, Падуя)
- Портрет благородной дамы с розой в руке
- Портрет девочки в синем платье (1640, Музей Цивик, Падуя)

## Память
В г. Рубано близ Падуи именем К. Варотари названа улица.